# ابن فرحون
ابن فرحون هو إبراهيم بن علي بن محمد، ابن فرحون، برهان الدين اليعمري.

## حياته
قاضي وفقيه مالكي من أصل مغربي سافر إلى مصر، ثم إلى القدس عام 792هـ من القرن الثامن الهجري، قبل أن يتولى القضاء بالمدينة سنة 793هـ.
قال عنه أحمد التنبكتي: «عاش ولم يملك دارا ولا نخلا، إنما يسكن بالكراء ويأكل بالسلف والدين مع كثرة عياله» 
أصابه الفالج في شقه الأيسر، فمات بعلته عن نحو 70 عاما.

## كتبه
وهو من شيوخ المالكية، له:
- (الديباج المذهب - مطبوع) في تراجم أعيان المذهب المالكي
- و(تبصرة الحكام في أصول الأقضية ومناهج الأحكام - مطبوع)
- و(درة الغواص في محاضرة الخواص - مطبوع)
- و(طبقات علماء الغرب - مخطوط)
- و(تسهيل المهمات - مخطوط) في شرح جامع الأمهات ل ابن الحاجب
- و(كشف النقاب الحاجب من مصطلح ابن الحاجب - مطبوع)
- و(إرشاد السالك إلى أفعال المناسك - مطبوع)

## وفاته
توفي سنة 799هـ الموافق ل1397م.